# Themeda mooneyi
Themeda mooneyi är en gräsart som beskrevs av Norman Loftus Bor. Themeda mooneyi ingår i släktet Themeda och familjen gräs. Inga underarter finns listade i Catalogue of Life.